# Shorea asahii
Shorea asahii är en tvåhjärtbladig växtart som beskrevs av Peter Shaw Ashton. Shorea asahii ingår i släktet Shorea och familjen Dipterocarpaceae. Inga underarter finns listade i Catalogue of Life.